# 라이트 건 슈팅 게임
라이트 건 슈팅 게임(Light gun shooter) 또는 간단히 총 게임(gun game)은 플레이어가 총 모양의 컨트롤러를 화면에 조준하고 발사하도록 하여 슈팅 갤러리를 시뮬레이션하는 것이 주요 디자인 요소인 슈팅 게임 장르이다. 라이트 건 사수는 주인공이 적대자든 무생물이든 가상 표적을 쏘는 것을 중심으로 진행되며 일반적으로 액션이나 공포 테마를 특징으로 하며 일부는 이러한 관습을 유머러스하고 패러디적으로 처리할 수 있다. 이러한 게임은 일반적으로 플레이어가 조준에 대해서만 제어할 수 있는 "온 레일"(on-rails) 동작을 특징으로 한다. 주인공의 다른 움직임은 게임에 의해 결정된다. 이 장치를 갖춘 게임을 "레일 슈터"(rail shooter)라고도 부르지만, 이 용어는 "온 레일" 움직임이 특징인 다른 장르의 게임에도 적용된다. 일부 게임, 특히 나중에 나온 게임에서는 플레이어가 움직임을 더 잘 제어할 수 있게 되지만, 또 다른 게임에서는 주인공이 전혀 움직이지 않는다. 가정용 컴퓨터에서 라이트 건 사수를 개조할 때 마우스는 종종 라이트 건의 선택 사항이거나 (선택 사항이 아닌) 대체품이었다.
라이트 건 사수는 일반적으로 "라이트 건" 컨트롤러를 사용한다. 이는 광 센서를 사용하여 작동하기 때문에 이름이 붙여졌다. 그러나 모든 "라이트 건 슈팅 게임"이 광학 라이트 건을 사용하는 것은 아니지만 일부는 위치 총 또는 모션 컨트롤러와 같은 대체 포인팅 장치를 사용할 수도 있다. 라이트 건을 사용하는 기계식 게임은 1930년대부터 존재했지만 비디오 게임에서 사용되는 것과는 다르게 작동했다. 1970년대 기계식 게임은 전자 비디오 게임으로 대체되었고, 1980년대에는 덕 헌트와 같은 인기 있는 소형 총 슈팅 게임이 등장했다. 이 장르는 버추어캅이 출시된 이후 1990년대에 가장 인기가 높았으며, 이 형식은 나중에 타임 크라이시스에 의해 개선되었다. 이 장르는 새천년에는 덜 인기가 있고 호환성 문제로 인해 어려움을 겪고 있지만 "구식" 게임플레이 팬에게는 틈새 시장의 매력을 유지하고 있다.